# ギャビン・ライアル
ギャビン・テューダー・ライアル（Gavin Tudor Lyall、1932年5月9日 - 2003年1月18日）は、イギリスの冒険小説・スリラー小説家。

## 生涯
イングランドのバーミンガムで、地元の会計士の息子として生まれた。1951年から1953年までイギリス空軍で空軍少尉として従軍した。2年の軍役の後、ケンブリッジ大学のペンブルック・カレッジに入学し、1956年に英語学の学位を取得して卒業した。その後、写真報道誌『ピクチャー・ポスト』 (Picture Post) やタブロイド新聞『サンデー・グラフィック』 (Sunday Graphic) の記者、BBCの番組 "Tonight" のプロデューサーを務めた。1958年には作家であるキャサリン・ホワイトホーン (Katharine Whitehorn) と結婚、2人の息子をもうけた。
ライアルはハムステッドに住み、テムズ川でモーター・クルーザーに乗るなどして楽しんだ。1959年から1962年にかけて、ライアルは『サンデー・タイムズ』紙 (The Sunday Times) の新聞記者兼航空担当特派員となった。
1961年に出版された彼の最初の小説『ちがった空』 ("The Wrong Side of the Sky") は、リビア砂漠やギリシャでの個人的な体験から題材を得た、航空冒険小説であった。P・G・ウッドハウス はこの小説について「実に素晴らしい。これより優れたサスペンス小説があるというなら教えてほしい」と絶賛した。これをきっかけとして、ライアルは1963年にジャーナリズムの世界を離れて専業作家に転身した。
ライアルの最初の7作の小説は1960年代から1970年代に書かれたもので、いずれも世界中のさまざまな舞台で繰り広げられるアクション・スリラーである。『もっとも危険なゲーム』（1963年）はソ連国境間近なフィンランドの辺境・ラップランド州が舞台であるが、その地方のディテールは綿密にリサーチされている。1965年の『深夜プラス1』は、とある富豪をリヒテンシュタインまで護衛するために雇われた元レジスタンス工作員の物語であるが、この小説の映画化権はスティーブ・マックイーンが買い取り、死ぬ直前までこの作品の映画化を構想していたものの、ついに実現しなかった。『本番台本』（1966年）は映画会社に雇われた元イギリス空軍パイロットの話であり、カリブ海周辺を舞台としている。『裏切りの国』（1975年）の主人公もやはり元イギリス空軍パイロットで、ここではキプロスと中東が舞台になっている。
ライアルは1969年のSF映画 "Moon Zero Two" の脚本の元となった原作の共著者として、フランク・ハードマンやマーティン・デイヴィソンと名を連ねてクレジットされている。
ライアルは1964年および1965年に英国推理作家協会(CWA)のシルヴァー・ダガー賞を受賞、1966年から翌1967年にはCWAの会長を務めている。
ライアルは寡作な作家であるが、そのスローペースは技術的な正確さに対する強迫観念ともいうべきこだわりによるものとされる。あるイギリスの新聞によると、「彼はシチュー鍋で溶かした鉛から弾丸を鋳造することは果たして可能か否か、またリヴォルヴァーの銃口から飛ぶ火花は皿に注がれたガソリンに着火するものかどうかを実験するために、北ロンドンはプリムローズ・ヒルのキッチンで幾晩も過ごした」とのことである。実際にライアルは1970年代に自分の調査の結果を数冊のパンフレットにまとめ、CWAで発表している。ライアルは1964年に投資グループBookerとの契約にサインした。これはBookerがイアン・フレミングと結んだのと同様のもので、ライアンは25,000ポンドの一括払いによる契約金と年俸を受け取る代わりに、印税をBooker 51%対ライアル49%の割合で分割することとした。
作品の商業的成功にもかかわらず、ライアルは自分が「異国の地にある元軍人パイロット」という決まり切ったパターン化に陥っていると感じるようになった。そのため、このジャンルからも一人称による叙述という技法からも離れて、1980年代にはライアル後期のスパイ物「ハリイ・マクシム少佐シリーズ」という新境地を開拓する。『影の護衛』（1980年）はもともとBBCのテレビ・シリーズ作品として書かれたもので、ダウニング街10番地（＝イギリス首相官邸）にセキュリティ・アドヴァイザーとして雇われた元SASのハリイ・マクシム少佐の物語である。この作品の後にも、同じくマクシム少佐を主人公とした続編が3作書かれた。
1990年代に入るとライアルはふたたび文学的方向性を変え、第一次世界大戦前で設立後間もなかったころのイギリス情報局秘密情報部を題材とする半歴史的スリラー小説を執筆した。
2003年1月18日、がんにより死去した。70歳没。同年、第二十一回日本冒険小説協会大賞特別賞を受賞。

## 著作リスト

### 長編小説
- 1961年　ちがった空 ("The Wrong Side of the Sky") 
ハヤカワ・ミステリ文庫　松谷健二／訳　1976/10 ISBN 978-4150710538
- 1963年　もっとも危険なゲーム ("The Most Dangerous Game") 
ハヤカワ・ミステリ文庫　菊池光／訳　2000/6 ISBN 978-4150710521
- 1965年　深夜プラス1 ("Midnight Plus One")
ハヤカワ・ミステリ文庫　菊池光／訳　1976/4 ISBN 978-4150710514
- 1966年　本番台本 ("Shooting Script")
ハヤカワ・ミステリ文庫　菊池光／訳　1977/6 ISBN 978-4150710545
- 1969年　拳銃を持つヴィーナス ("Venus with Pistol")
ハヤカワ・ミステリ文庫　小鷹信光／訳　1990/2 ISBN 978-4150710552
- 1973年　死者を鞭打て ("Blame the Dead")
ハヤカワ・ミステリ文庫　石田善彦／訳　1991/2 ISBN 978-4150710569
- 1975年　裏切りの国 ("Judas Country")
- 1980年　影の護衛 ("The Secret Servant")
ハヤカワ・ミステリ文庫　菊池光／訳　1993/6 ISBN 978-4150710583
- 1982年　マクシム少佐の指揮 ("The Conduct of Major Maxim")
- 1985年　クロッカスの反乱 ("The Crocus List")
ハヤカワ・ミステリ文庫　菊池光／訳　1995/4 ISBN 978-4150710606
- 1988年　砂漠の標的 ("Uncle Target")
- 1993年　スパイの誇り ("Spy's Honour")
- 1996年　誇りへの決別 ("Flight from Honour")
- 1997年　誇り高き男たち ("All Honourable Men")
- 1999年　誇りは永遠に ("Honourable Intentions")

### ノンフィクション
- 1971年　"Freedom's Battle: The War in the Air 1939-1945"
- 1972年　"Operation Warboard: How to Fight World War II Battles in Miniature - Wargaming WW II Battles in 20-25mm Scale" （バーナード・ライアルとの共著）

## 死亡記事
- The Guardian
- The Times
- Daily Telegraph
- New York Times